# Капитолий штата Луизиана
Капитолий штата Луизиана (англ. Louisiana State Capitol, фр. Capitole de l'Etat de Louisiane) — здание законодательного собрания штата Луизиана, расположенное в Батон-Руже. В здании находятся законодательное собрание штата, офис губернатора, а также часть служб. Высота Капитолия 137 метров, число этажей — 34.
На время строительства это было самое высокое здание законодательного собрания в США, самое высокое здание в Батон-Руже и седьмое по высоте здание в нынешней Луизиане. Капитолий занимает территорию в 110 000 м², вокруг простирается парк.

## Здание
Капитолий Луизианы признан национальным историческим памятником США.

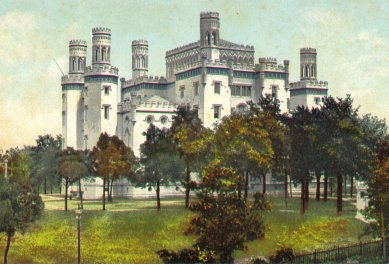
Старый Капитолий, 1847 г.

Здание украшено скульптурами на темы из истории Луизианы и США. Перед центральным входом на камне выгравированы слова Роберта Ливингстона при покупке Луизианы в 1803 г.: «Мы жили долго, но это самый благородный из наших трудов за всю жизнь. Это преобразит обширные заброшенные пустыни в процветающие участки. Соединённые Штаты сегодня встают в один ряд с первыми державами мира».

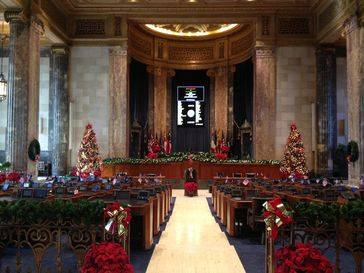
Камера Сената штата Луизиана

К парадным дверям Капитолия ведёт «монументальная лестница» с названиями всех штатов США. Первые 13 ступеней, 13 штатов, образовавших государство, выделены небольшой платформой. За ней — ступени, символизирующие остальные из 48 штатов США. 49 и 50 штаты, Аляска и Гавайи, находятся на последней ступеньке, на которой фраза на латыни «E pluribus unum» (Из многих — единое), они получили статус штатов в 1959 году — к тому времени строительство Капитолия уже давно было завершено.
По обе стороны лестницы расположены отдельно стоящие известняковые скульптуры Лорадо Тафта под названием «Пионеры» и «Патриоты» соответственно, увековечивающие память как первых поселенцев, так и защитников Луизианы. По обе стороны от парадных дверей находятся рельефы работы Адольфа Александра Вайнмана, изображающие аллегорические сцены предоставления правительством «защиты и поддержки… благосостояния своего народа». С рельефами Вайнмана контрастирует более плоский архитрав Ли Лори, обрамляющий двери и портал; архитрав больше напоминает стиль древнеегипетских рельефов.

## История проекта
Инициатива строительства Капитолия принадлежала губернатору Хьюи Лонгу. Во время избирательной кампании 1928 г. Лонг предложил построить новое здание в стиле модерн для законодательного собрания штата, вместо старого, существовавшего с 1847 г.
Строительство начали в 1930 г., на 2-м году губернаторства Лонга, а завершили в 1932, через 27 месяцев, потратив при этом $ 5 миллионов.
В сентябре 1935 г. сенатор Лонг был смертельно ранен в помещении Капитолия. На стенах Капитолия по сей день сохранились следы от пуль. Сенатор Лонг умер через два дня после ранения, а его тело захоронено в парке близ Капитолия.

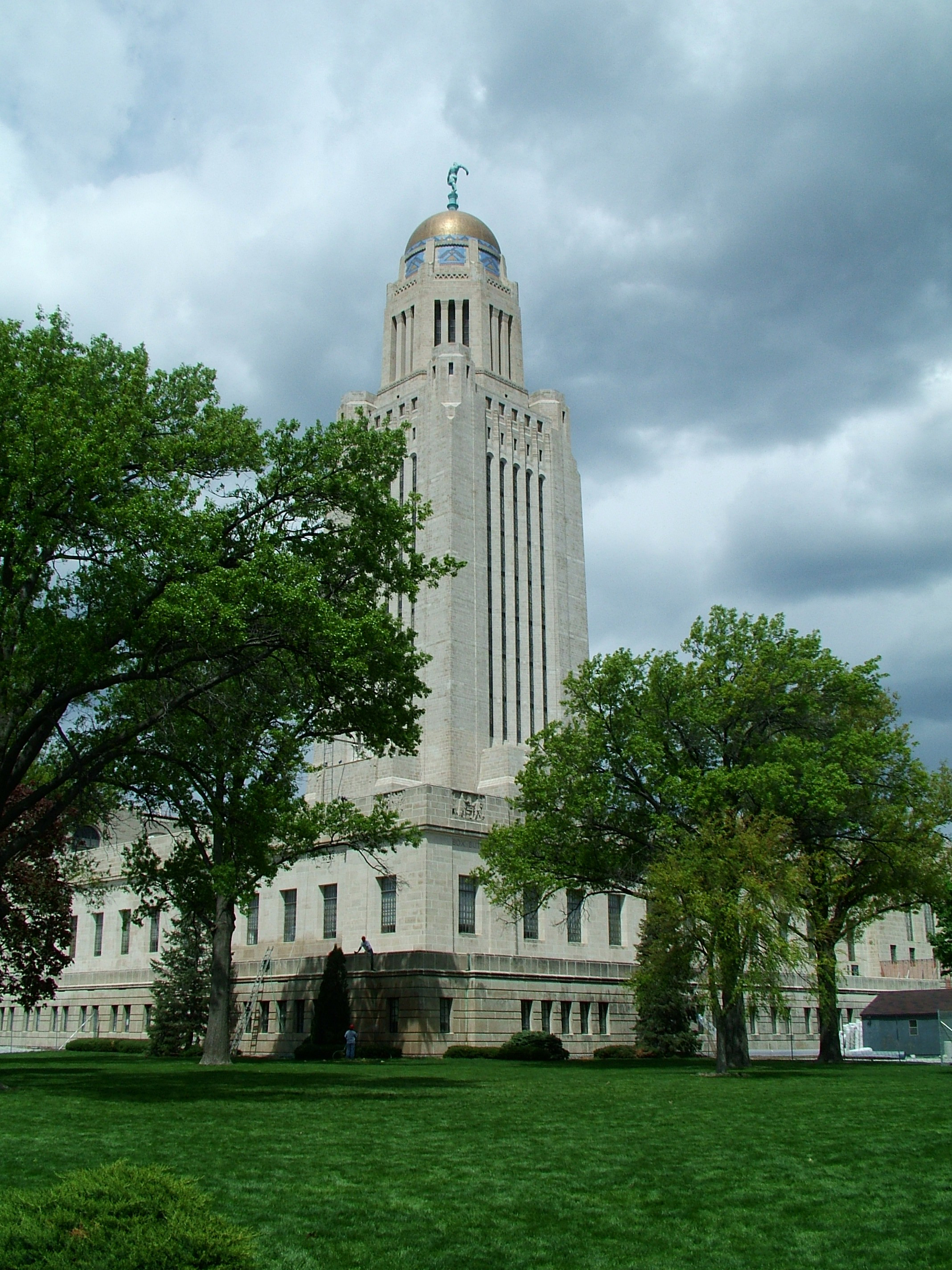
Капитолий штата Небраска

Для разработки проекта Капитолия Лонг заключил контракт с архитектурными фирмами из Нового Орлеана: Вейс (англ. Weiss), Дрейфус и Сейферс (англ. Dreyfous and Seiferth). Они взяли за модель Капитолий штата Небраска, спроектированный Бертрамом Гудхью (англ. Bertram Goodhue), но осовременили проект, придали ему динамизма и мощи.
Здание Капитолия можно увидеть в кинофильме 2006 г. «Вся королевская рать», который снят по мотивам романа Роберта Пенна Уоррена.